# Mofongo

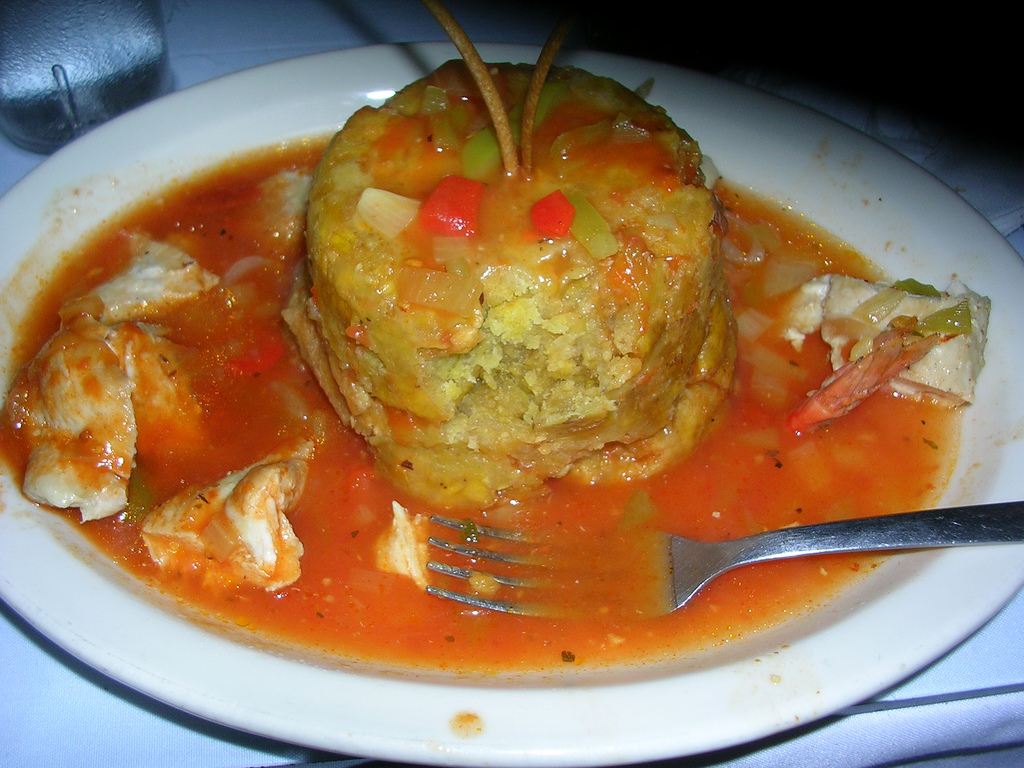
Mofongo

Ein Mofongo ist ein aus dem karibischen Raum stammender nahrhafter Kloß, der aus den dort reichlich vorhandenen Kochbananen (span. plátanos) hergestellt wird.  
Bei der Zubereitung verwendet man neben zermahlenen Patacones auch Knoblauch, Olivenöl, Speck, Geflügel oder Schweinefleisch.
Durch den hohen Gehalt an Proteinen und Kohlenhydraten setzt während des Verzehrs sehr zügig ein Sättigungsgefühl ein. Auch der Cholesterinspiegel kann bei regelmäßigem Verzehr ansteigen.
In Europa eher eine Seltenheit, ist der Mofongo besonders in Puerto Rico und der Dominikanischen Republik ein beliebtes Gericht, aber auch in Gebieten mit einer hohen Anzahl hispanischer Einwohner ist der karibische Kloß erhältlich, beispielsweise in Nordamerika.